# Тарп (Німеччина)
Тарп (нім. Tarp) — громада в Німеччині, розташована в землі Шлезвіг-Гольштейн. Входить до складу району Шлезвіг-Фленсбург. Складова частина об'єднання громад Еферзе.
Площа — 16,36 км2. Населення становить 5901 ос. (станом на 31 грудня 2020).